# Ігор Святославич
І́гор Святосла́вич (д.-рус. Игорь Ст҃ославичь; хрестильне ім'я — Георгій; 2 квітня 1151 — 29 грудня 1202) — руський князь з роду Ольговичів династії Рюриковичів; князь путивльський (1161-1164(?)), курський (1164(?)-1178), сіверський (1178 (1180)-1198) і чернігівський (1198-1202). Головний герой визначної пам'ятки давньоруської літератури та української мови — «Слова о полку Ігоревім».

## Життєпис

### Молоді роки
Середній син чернігівського князя Святослава Ольговича, з роду Ольговичів (онук Олега Святославича, праправнук Ярослава Мудрого).
Вже з дитинства батько долучав Ігора до діяльності старших князів. Зокрема, у 1159 році разом з батьком брав участь в з'їзді чернігівських князів які вирішували долю галицького князя-ізгоя, Івана Берладника. 
По смерті Святослава Ольговича у 1164 році за угодою старшого брата Олега з їхнім двоюрідним братом, Святославом Всеволодичем, який обійняв чернігівське княжіння, Ігор Святославич мав одержати від останнього якусь волость, але Святослав не дотримав обіцянки. Ймовірно, Ігор жив разом з братом Олегом у Новгороді-Сіверському, за Л. Войтовичем — князював в Путивлі та Курську.

### Князювання
У 1169 році взяв участь у поході на Київ, організованому Андрієм Боголюбським. Влітку 1171 року на чолі своєї дружини розбив орди половецьких ханів Кончака і Кобяка під Переяславом. Після битви прибув у Київ, де Роман Ростиславич святкував своє вокняжіння. У знак поваги до нового київського князя вручив йому сайгат (трофеї) та святкував разом з ним та іншими князями день св. Бориса та Гліба у Вишгороді.
У 1173 році разом зі Святославом Всеволодовичем брав участь в поході великої коаліції князів, яку Андрій Боголюбський послав на Київ проти Ростиславичів. Разом з ними невдало облягав Вишгород.
Після смерті брата Олега у 1180 році княжив у Новгороді-Сіверському. Того ж року брав участь у з'їзді чернігівських князів та міжусобиці яку організував Святослав Всеволодович з метою здобуття київського престолу. Разом з половцями Ігор повинен був діяти в Полоцькій землі проти Гліба Рогволдовича Друцького та Давида Ростиславича Смоленського, проте до битви з ними не дійшло й Ігор відступив до Вишгорода де чекав Святослава. Звідти останній послав Ігора разом з половцями до Долобського озера, де він був розбитий Мстиславом Володимировичем, однак зумів врятуватись, переправившись через Дніпро разом з ханом Кончаком. 
1183 року здійснив вдалий похід проти половців та розбив їх на Хоролі. Згодом бачимо Ігора в Путивлі де він дав притулок галицькому князю Володимиру Ярославичу (приходився Ігорю швагром) та згодом помирив його з батьком, Ярославом Осмомислом.
1185 року організував спільно з братом Всеволодом, своїм сином, путивльським князем Володимиром і князем рильським Святославом Ольговичем новий похід проти половців. Княжі дружини на Каялі зазнали поразки від орди половецьких ханів Гзи і Кончака, а сам Ігор Святославич потрапив у полон, з якого йому згодом вдалось утекти. Похід Ігоря Святославича на половців послужив сюжетною основою «Слова о полку Ігоревім».
У 1190 році видав свою дочку за князя з чернігівської династії, Давида Ольговича. Того ж року здійснив два походи на половців з яких лише перший був успішним. У 1194 році брав участь в з'їзді чернігово-сіверських князів у Рогові (або Карачеві) де вирішувалось питання походу проти Рязанського князівства, який так і не був організований. 
Після смерті Ярослава Всеволодовича у 1198 році Ігор посів Чернігівське князівство, в якому правив до своєї смерті у 1202 році.

## Вшанування пам'яті
- Пам'ятник у Новгороді-Сіверському.
- Поблизу Станиці Луганської йому встановлено пам'ятник.
- У місті Полтава є вулиця Князя Ігоря Святославича.
- У місті Дружківка є вулиця Князя Ігоря Святославича.

## Сім'я та діти
Дружина: з 1183 року — Єфросинія Ярославна, дочка галицького князя Ярослава Осмомисла. Сини:
- Володимир Ігорович (1171—1212) у хрещенні — Петро: князь путивльський (1185—1211), галицький (1206—1207, 1210—1211).
- Олег Ігорович (1175—1205) у хрещенні — Павло
- Святослав Ігорович (1177—1211) у хрещенні — Андрій: князь волинський (1206—1207), перемишльський (1209, 1210—1211).
- Роман Ігорович (?—1211): князь звенигородський (1206—1207, 1210—1211), галицький (1207—1209).
- Ростислав Ігорович (?—1211): князь теребовельський (1210—1211).
- NN Ігорівна (?—?): дружина Давида Ольговича.